# Sijpe
De Sijpe of Zijpe, Gronings 't Siep is een voormalige veenrivier in het Oldambt op de grens met Fivelingo, die ontsprong in het de venen rond het toenmalige Sapmeer. De rivier is rond 1900 gekanaliseerd als Siepkanaal, dat via het Grootmaar en het Hondshalstermaar uitmondde in het Termunterzijldiep. De Syp wordt in 1503 voor het eerst vermeld. Aan de zuidkant lag een dijkje, de Zijdwendinge, die moest voorkomen dat het veenwater de landerijen van Noordbroeksterhamrik zou overstromen. Op een kaart uit 1648 staat de rivier nog getekend als de Zijpe. Het riviertje werd in de 17e en 18e eeuw eeuw ook wel Swetmaar of Swaagmaar, in de 19e eeuw Siepsloot genoemd.
De loop van de Sijpe werd in 1585 doorsneden door een scheepvaartkanaal tussen Groningen en de Dollard. Bij Stootshorn kwam een sluis te liggen. Om scheepvaartverkeer naar alle kanten mogelijk te maken, moesten 62 bruggetjes worden verwijderd. Het kanaal raakte al snel in verval; de sluis werd in 1612 afgebroken en het materiaal opnieuw gebruikt voor een sluis in het toekomstige Winschoterdiep bij Foxhol.
Historisch onderzoeker B.W. Siemens meent − in navolging van de geograaf Pieter Eibergen − dat de Sijpe tot 1361 uitwaterde door een voorloper van het Oterdummerzijl. Ook delen van Duurswold en het Oldambt zouden van deze watergang gebruik hebben gemaakt. Het maar lijkt namelijk aan te sluiten bij de grenssloot Kromme Sloot tussen Siddeburen (Fivelingo) en het Oldambt, die later werd onderhouden door het Termunterzijlvest. Deze grenssloot zou zich aan de noordkant van Wagenborgen via 't Sier en een tweede Kromme Sloot bij de Overtocht naar het oosten tot bij Borgsweer voortzetten. Wagenborgen viel echter tot 1400 onder Fivelingo, zodat hier geen grens lag. De hypothese wordt evenmin door bodemkundige en historische gegevens ondersteund.

## Vergelijkbare namen
Het watertoponiem (hydroniem) Zijpe is afgeleid van Middelnederlands sipe, bij het werkwoord sijpen 'druppelen, druipen', Nederlands sijpelen. Als aanduiding voor een grenssloot kwam het in Oost-Groningen vaker voor, onder andere bij Nansum en Westerlee en in het hoogveen rond het Hoetmansmeer. Een document uit 1391 noemt de Letze off die Zyp ... gelegen tusschen die Westerlee ende de Medum en dat Revier off Zypen, gelegen tusschen Meden ende Muntendam. Een kaart uit 1648 spreekt ook over de Muntendamster Sijpe en de Drosten Sijpe als ontginningsgreppels rond het voormalige Sappemeer.